# Bobra-Gogo
Bobra-Gogo est un village du département et la commune rurale de Zambo, situé dans la province de l'Ioba et la région du Sud-Ouest au Burkina Faso.

## Géographie

### Démographie
- En 2006, le village comptait 791 habitants recensés[1].

## Santé et éducation
Le centre de soins le plus proche de Bobra-Gogo est le centre de santé et de promotion sociale (CSPS) de Zambo tandis que le centre médical avec antenne chirurgicale (CMA) le plus proche est celui de Diébougou dans la province voisine du Bougouriba.